# Lepidopilidium subrevolutum
Lepidopilidium subrevolutum là một loài rêu trong họ Pilotrichaceae. Loài này được (Renauld & Cardot) Cardot mô tả khoa học đầu tiên năm 1915.